# Archeologia storico-culturale
L'archeologia storico-culturale (culture history) è un indirizzo della ricerca archeologica che ha per obiettivo precipuo l'individuazione delle culture del passato, e la classificazione delle stesse sulla base di dove e quando siano esistite e si siano sviluppate.
Nell'approccio storico-culturale, la spiegazione del passato equivale alla sua più dettagliata possibile descrizione.

## Origini e presupposti teorici
L'archeologia storico-culturale risale al XIX secolo in Europa, a partire dagli studi di Christian Jürgensen Thomsen e Oscar Montelius sulla cronologia e sulla tipologia dei manufatti delle culture preistoriche. 
In quell'epoca, l'attività degli archeologi era concentrata nell'attribuire significati agli oggetti (manufatti mobili) delle collezioni museali e alle evidenze che si rinvenivano negli scavi. 
L'analisi di insiemi di oggetti rendeva evidente che alcuni caratteri erano condivisi, e gli stessi caratteri, così, venivano riconosciuti come peculiari di singole culture (intendendo per cultura, in senso archeologico, la manifestazione materiale della popolazione che produce - e usa - i manufatti). Si riteneva che diverse culture rappresentassero gruppi etnici distinguibili, e che le caratteristiche di tali gruppi etnici potessero essere comprese attraverso la loro cultura. L'archeologia, pertanto, era fortemente connotata quale paleo-etnografia.
Ulteriori osservazioni, portarono a inferire che le culture si condizionassero reciprocamente, e che alcuni tratti stilistici dei manufatti passassero da una società all'altra mediante scambi, relazioni sociali, migrazioni o invasioni, in un fenomeno di diffusione. 

## Metodologia
La descrizione e la classificazione dei reperti in gruppi rappresentano la pratica prevalente di questo approccio.
La classificazione può avvalersi di vari criteri, quali: stile, distribuzione geografica, cronologia. La gran mole di relazioni di scavo che elencavano le classificazioni dei manufatti e delle evidenze rinvenute, favorì l'esplorazione di alcuni temi comuni alle varie culture, temi sui quali costruire la narrazione e la spiegazione del passato.
Così, anche eventi fondanti della storia delle civiltà venivano ricondotti a singole scoperte che si realizzassero in un luogo particolare, come, per esempio, nel modello interpretativo della Rivoluzione neolitica.
La ricerca archeologica storico-culturale procede per induzione, a differenza della posizione teorica che le è più contrapposta, la New Archeology, rigorosamente fondata sul metodo ipotetico-deduttivo.
È stata applicata con successo allo studio delle tecniche di produzione o ai comportamenti economici e tuttora ottiene risultati migliori se supportata da dati storici (fonti scritte). 
Nei casi di studio (come quelli sulle religioni preistoriche, invece dove siano occorsi riferimenti saldi all'antropologia e alla riflessione metodologica ed alla epistemologia oltre alla raccolta e alla descrizione del dato materiale, l'approccio storico-culturale è risultato più debole, e criticabile dalle archeologie antropologiche che preferiscono l'esplicitazione della teoria alla mera empiria.